# Strażnik (film 2006)
Strażnik (ang. The Sentinel) – amerykański film sensacyjny z 2006 roku w reżyserii Clarka Johnsona, wyprodukowany przez wytwórnię 20th Century Fox. Główne role w filmie zagrali Michael Douglas, Kim Basinger, Kiefer Sutherland i Eva Longoria.
Premiera filmu odbyła się 21 kwietnia 2006 w Stanach Zjednoczonych. Cztery miesiące później, 11 sierpnia, obraz trafił do kin na terenie Polski.

## Fabuła
Agent Pete Garrison (Michael Douglas) z Secret Service jest odpowiedzialny za ochronę żony prezydenta, Sary Ballentine (Kim Basinger). Gdy ginie jeden z przyjaciół agenta, nabiera on przekonania, że zbrodnia nie została popełniona na tle rabunkowym, na co wskazują okoliczności. Śledztwo zostaje wkrótce przekazane detektywowi Davidowi Breckinridge’owi (Kiefer Sutherland), któremu pomaga Jill Marin (Eva Longoria). Niebawem wychodzi na jaw, że trwają przygotowania do zamachu na prezydenta, a terroryści mają swojego szpiega w Secret Service. Kiedy Breckinridge i Marin odkrywają, że Garrison romansuje z Pierwszą Damą, podejrzewają go o współpracę z zamachowcami. Mężczyzna postanawia znaleźć winnego i oczyścić się z zarzutów.

## Obsada
- Michael Douglas jako Peter "Pete" Garrison
- Kiefer Sutherland jako David "Dave" Breckinridge
- Eva Longoria jako Jill Marin
- Kim Basinger jako Pierwsza Dama Sarah Ballentine
- David Rasche jako prezydent John Ballentine
- Martin Donovan jako William "Bill" Montrose
- Kristin Lehman jako Cindy Breckinridge
- Raynor Scheine jako Walter Xavier

## Odbiór

### Krytyka
Film Strażnik spotkał się z mieszaną reakcją krytyków. W serwisie Rotten Tomatoes 34% ze stu trzydziestu czterech recenzji filmu jest pozytywne (średnia ocen wyniosła 5,1 na 10). Na portalu Metacritic średnia ocen z 32 recenzji wyniosła 49 punktów na 100.